# Jungfruholmen
Jungfruholmen ist eine kleine zu Schweden gehörende Insel im Stockholmer Schärengarten.
Die Insel gehört zur Gemeinde Vaxholm. Südwestlich liegt die Insel Styrmansholmen. Östlich von Jungfruholmen führen die Schiffsrouten Vaxholm-Mariefred und Vaxholm-Strömkajen entlang. 
Jungfruholmen umfasst eine Fläche 9.100 m² und erstreckt sich von Westen nach Osten über etwa 150 Meter, bei einer Breite von bis zu 100 Metern. Die Insel ist mit einem Sommerhaus sowie einem kleineren Gästehaus bebaut und zum Teil bewaldet. 